# Mała Klonia (województwo pomorskie)
Mała Klonia (kasz. Môłô Kloniô) – kolonia w Polsce w województwie pomorskim, w powiecie chojnickim, w gminie Czersk.
Miejscowość z pogranicza kaszubsko-borowiackiego, wchodzi w skład sołectwa Rytel.
W latach 1975–1998 miejscowość administracyjnie należała do województwa bydgoskiego.